# Castelló d'Encús
Castelló d'Encús es un despoblado español del municipio de Talarn, perteneciente a la provincia de Lérida, en la comunidad autónoma de Cataluña.

## Toponimia
El lugar puede encontrarse referido con las grafías Castelló d'Encús, Castilló d'Encús, Castelló de Escús y Castelló de Encús.

## Historia
Hacia mediados del siglo XIX, el lugar, por entonces con ayuntamiento propio, tenía contabilizada una población de trece habitantes. Aparece descrito en el sexto volumen del Diccionario geográfico-estadístico-histórico de España y sus posesiones de Ultramar de Pascual Madoz con las siguientes palabras:

CASTELLO DE ENCUS: l. con alc. c. en la prov. de Lérida 18 hor. part. jud. y adm. de rent. de Tremp (1 1/2), aud. terr. c. g. de Cataluña (Barcelona 40), dióc. de Seo de Urgel (16): sit. en la pendiente S. de un monte, en terreno desigual, bien ventilado y con clima aunque algo frio, saludable. Tiene 3 casas separadas como 120 pasos una de otra, de mala construccion y un solo piso; una de ellas fué granja del conv. de Dominicos de Tremp., la cual todavia es de propiedad de la nacion. Se conservan las ruinas de una torre que se dice fué construida por los moros: la igl. dedicada á San Martin obispo, es aneja de la parr. de Ribert, cuyo párroco tiene obligacion de celebrar en ella el dia de dicho Santo, y la mitad de los domingos del años: el cementerio está junto á esta: á medio cuarto de hora de dist., se halla una fuente de buena calidad, de la que se surten sus vec. para los usos domésticos. Confina el térm. N. con el de Sta. Engracia; E. Salás; S. y O. con el de Talarn, estendiéndose una hora de N. á S. y 3/4 de E. á O.: cruza á 1/2 hora S. del pueblo un barranco llamado de Cerós, el cual lleva muy poca agua; pero con ella se riegan 2 huertecillos. El terreno es montuoso, flojo y árido, cultivándose solamente unos 50 jornales de tierra: no hay bosques para madera ni leña, y sí únicamente matorrales que tambien van desapareciendo: los caminos son locales y malos. prod.: trigo, cebada, centeno, avena, vino y aceite; se mantiene un poco de ganado cabrio, y el vacuno indispensable para la labranza. pobl.: 2 vec., 13 alm. cap. imp.: 3,192 rs. contr. el 14'28 por 100 de esta riqueza.
(Madoz, 1847, p. 109)

El municipio de Castelló de Encús desapareció de cara al censo de 1857, al incorporarse al de Talarn. El lugar quedó despoblado.